# Amapá do Maranhão
Pour les articles homonymes, voir Amapá (homonymie) et Maranhão (homonymie).
Amapá do Maranhão est une municipalité brésilienne située dans l'État du Maranhão.